# Henryk Świdziński
Henryk Świdziński (ur. 8 września 1905 w Strzyżowie, zm. 23 czerwca 1969 w Naucznoje pod Symferopolem) – polski geolog, specjalista geologii regionalnej Karpat oraz geologii złóż ropy naftowej i gazu ziemnego.

## Życiorys
Urodził się 8 września 1905 w Strzyżowie, w rodzinie Januarego, chemika w cukrowni, i Marii Wołłk-Łaniewskiej. Do szkoły uczęszczał początkowo we Włocławku, następnie w Skierniewicach. Maturę uzyskał w 1922 w Państwowym Gimnazjum im. Jana Śniadeckiego w Kielcach. W tym samym roku wstąpił na Wydział Filozoficzny Uniwersytetu Warszawskiego, do sekcji przyrodniczej. Geologię i geografię fizyczną studiował pod kierunkiem Jana Lewińskiego, Romana Kozłowskiego i Stanisława Lencewicza. W latach 1924–1925 był członkiem Komitetu Wykonawczego Zjednoczenia Polskich Akademickich Korporacji Chrześcijańskich.
Podczas studiów, w latach 1925–1927, badał utwory jurajskie między Małogoszczą a Czarną Nidą. W 1927 wyjechał też na praktykę karpacką. Aż do jesieni prowadził badania geologiczne formacji solnej przedgórza Karpat (arkusz Bolechów). Latem 1928 przygotowywał mapę geologiczną SW części arkusza Sanok, w okolicach Beska-Rymanowa, jako tymczasowy współpracownik Państwowego Instytutu Geologicznego.
Od stycznia 1928 do czerwca 1929 pełnił obowiązki asystenta w Katedrze Geologii Uniwersytetu Warszawskiego. W lutym 1929 otrzymał promocję na doktora filozofii w zakresie geologii (promotor – Jan Lewiński). W latach 1929–1930 odbył jednoroczną służbę wojskową w Szkole Podchorążych Rezerwy Kawalerii w Grudziądzu.
W grudniu 1930 został zatrudniony w Wydziale Naftowym Państwowego Instytutu Geologicznego. Do 1939 zajmował się opracowaniem i przygotowaniem do druku przeglądowej mapy geologicznej Karpat polskich w skali 1:200 000. W 1937 pełnił funkcję kierownika sekcji karpackiej i kartografii w Wydziale Geologii Regionalnej PIG. W 1938 był kierownikiem pracowni kartograficznej PIG i redaktorem jego wydawnictw kartograficznych.
Jednocześnie w 1932 i 1933 pełnił obowiązki asystenta w Katedrze Paleontologii Uniwersytetu Warszawskiego. W 1937 otrzymał tam stopień docenta w zakresie geologii w oparciu o rozprawę habilitacyjną Uwagi o budowie Karpat fliszowych, a w roku akademickim 1938/1939 prowadził kurs Geologii naftowej.
Zmobilizowany w kwietniu 1939 odbył kampanią wrześniową, z której wrócił do Warszawy w październiku tego roku. Wraz z innymi pracownikami zabezpieczał materiały i zbiory Państwowego Instytutu Geologicznego. Podczas okupacji pracował nadal w Instytucie w Warszawie zajmując się geologią karpacką (rejony Stróż, Gorlic i Krosna). Podczas powstania 1944 został we wrześniu wywieziony z kilkunastoosobową grupą pracowników PIG do obozu pracy w Halle (Saksonia). Stamtąd udało mu się przedostać do Wrocławia, a następnie dzięki pomocy E. W. Petraschka, profesora tamtejszego uniwersytetu, powrócił do Krakowa, gdzie doczekał się wyzwolenia.
Na początku 1945, pod kierunkiem dyrektora Państwowego Instytutu Geologicznego, Karola Bohdanowicza, organizował Państwowy Instytut Geologiczny z siedzibą w Krakowie, jako zastępca dyrektora PIG i naczelnik Wydziału Geologii Regionalnej. Po przeniesieniu siedziby PIG do Warszawy objął kierownictwo krakowskiej placówki Instytutu. Po jej zreorganizowaniu w latach 1946–1947 został kierownikiem Regionu Karpackiego.
Na wiosnę 1945 rozpoczął wykłady i ćwiczenia z geologii ogólnej i geologii ziem polskich na Uniwersytecie Jagiellońskim. W latach 1948–1951 wykładał geologię złóż węgli i nafty.
W latach 1948–1949 prowadził zlecone zajęcia z kartografii geologicznej w Akademii Górniczo-Hutniczej w Krakowie. We wrześniu 1949 został profesorem nadzwyczajnym na Wydziale Geologiczno-Mierniczym AG-H i objął Katedrę Geologii Ogólnej II, przemianowanej w 1951 na Zakład Kartowania Geologicznego. Wiosną 1951 został prodziekanem Wydziału Geologiczno-Mierniczego, a nieco później organizatorem Wydziału Geologiczno-Poszukiwawczego i jego pierwszym dziekanem. Był nim do końca 1952. W czerwcu 1957 został profesorem zwyczajnym, a w 1960 (do śmierci) kierownikiem Katedry Geologii. Wychowankiem i następcą na stanowisku kierownika katedry był Kazimierz Bogacz.

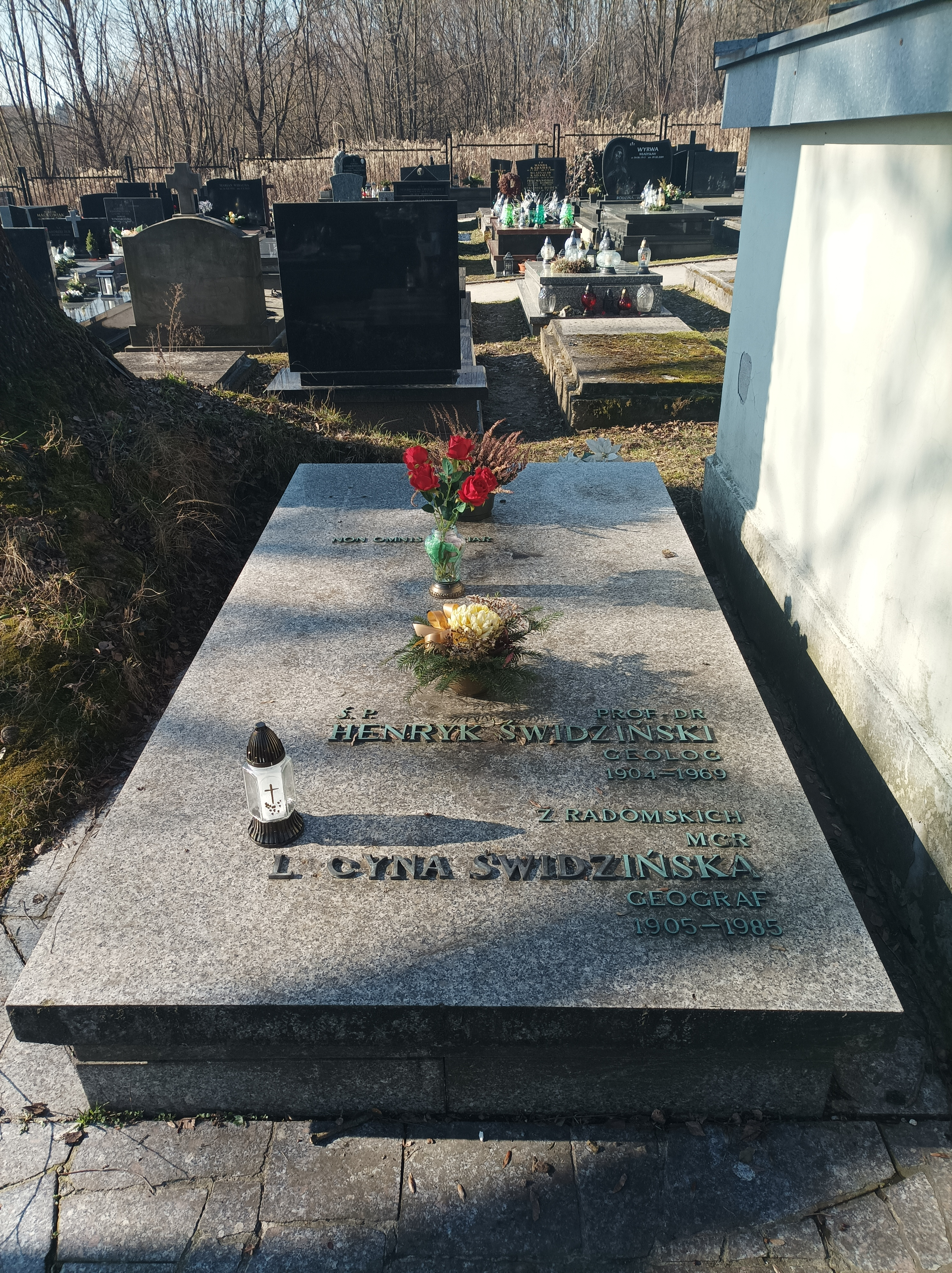
Grób prof. Henryka Świdzińskiego na cmentarzu Salwatorskim

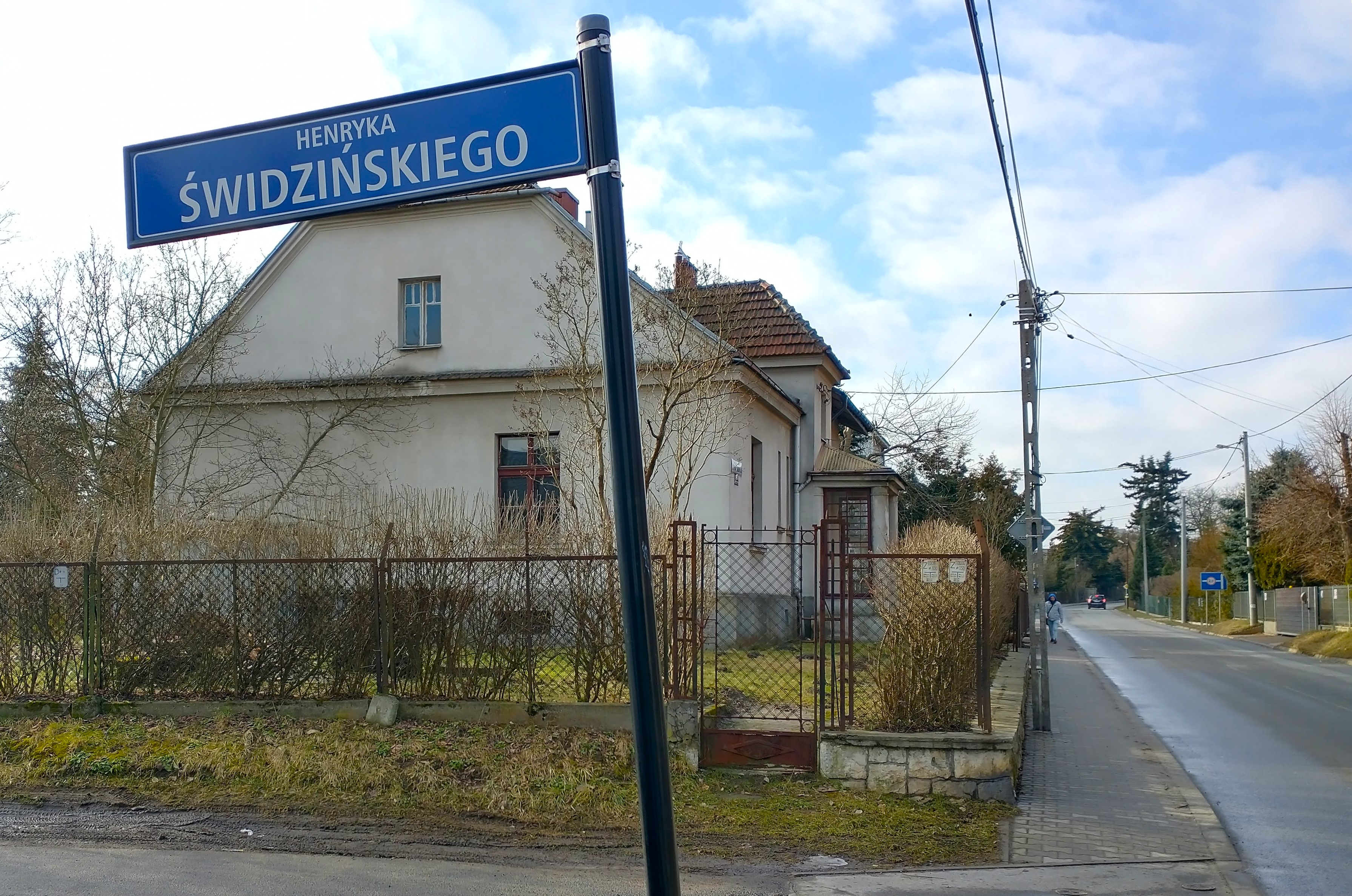
Ulica H. Świdzińskiego na krakowskim Bieżanowie

Jego prace były także związane z występowaniem, genezą i wykorzystaniem wód mineralnych w rejonie Karpat. Był specjalistą w dziedzinie geologii uzdrowiskowej (stworzył szkołę badania wód mineralnych), doradcą naukowym Uzdrowiska Krynica-Żegiestów. Pod jego kierunkiem wykonano w 1953 pierwszą dokumentację wód mineralnych Krynicy. Do jego osiągnięć należało wykonanie projektów i wierceń: w 1951 Zuber III, a w 1966 Zuber IV, dzięki czemu Krynica zyskała kolejne wody lecznicze. Henryk Świdziński zmarł nagle 23 czerwca 1969 roku w miejscowości Naucznoje pod Symferopolem na Krymie gdzie wykonywał badania naukowe w celu porównania karpackich i krymskich osadów fliszowych w Górach Krymskich.
H. Świdziński pełnił szereg ważnych funkcji społeczno-zawodowych: był Przewodniczącym Zarządu Głównego Polskiego Towarzystwa Geologicznego, członkiem Zarządu Głównego Polskiego Towarzystwa Przyrodników im. Kopernika, członkiem Rady Naukowej Instytutu Geologicznego. W 1965 r. został członkiem korespondentem Polskiej Akademii Nauk. Był członkiem Prezydium Komitetu Geologicznego PAN.
Był mężem Lucyny z Radomskich (1905–1985), geografa.
Został pochowany na cmentarzu Salwatorskim w Krakowie (sektor SC4-B-5).

## Ordery i odznaczenia
- Złoty Krzyż Zasługi (1956)
- Medal 10-lecia Polski Ludowej (15 stycznia 1955)[6]
- Medal Komisji Edukacji Narodowej[7]
- Medal Jubileuszowy Polskich Inżynierów Górniczych (1966)

## Upamiętnienie
- W Wysowej Zdroju źródło wody mineralnej „Henryk” nazwano na cześć Henryka Świdzińskiego
- W Krynicy Zdroju jedna z ulic otrzymała nazwę: ul. prof. Henryka Świdzińskiego
- Jego imię nosi rezerwat przyrody Prządki im. prof. Henryka Świdzińskiego w województwie podkarpackim[8]
- Pomnik przyrody nieożywionej mofetę w gminie Muszyna nazwano Mofeta im. prof. Henryka Świdzińskiego

## Wybrane publikacje
- 1929, W sprawie kry jurajskiej pod Łukowem (wspólnie z A. Łuniewskim). Prz. geogr. 9, s. 160–165, Warszawa.
- 1931, Utwory jurajskie między Małogoszczą a Czarną Nidą. Spraw. Państw. Inst. Geol. 6, z. 4, s. 793–849, Warszawa.
- 1932, Projekt rezerwatu „Prządki” pod Krosnem. Ochr. Przyr. 12, s. 58–63, Warszawa.
- 1933, „Prządki” skałki piaskowca ciężkowickiego pod Krosnem. Zabyt. Przyr. Nieoż. z. 2, s. 94–120, Warszawa.
- 1934, Uwagi o budowie Karpat fliszowych. Spraw. Państw. Inst. Geol. 8, z. 1, s. 75–139, Warszawa.
- 1935, Szkic geologiczny okolic Przedborza nad Pilicą. Spraw. Państw. Inst. Geol. 8, z. 3, s. 1–23, Warszawa.
- 1947, Słownik stratygraficzny północnych Karpat fliszowych. Biuletyn Państwowego Instytutu Geologicznego nr 37, s. 1–124, Warszawa.
- 1950, Łuska Stróż koło Grybowa (Karpaty Środkowe). Biuletyn Państwowego Instytutu Geologicznego nr 59, s. 1–58, Warszawa.
- 1953, Karpaty fliszowe między Dunajcem a Sanem. Regionalna Geologia Polski t. I/2, Karpaty, s. 362–422, Pol. Tow. Geol., Kraków.
- 1954, Przeglądowa mapa geologiczna Polski 1: 300 000, Arkusz Nowy Sącz (wyd. A – zakryta), Instytut Geologiczny, Warszawa.
- 1955, Przeglądowa mapa geologiczna Polski, 1: 300 000, Arkusz Nowy Sącz (wyd. B – odkryta), Instytut Geologiczny, Warszawa.
- 1958, Mapa geologiczna Karpat polskich. Część wschodnia, 1: 200 000, Instytut Geologiczny, Warszawa.
- 1961, Observations géologiques faites dans les environs de Leluchów, de Plavec sur le Poprad et d’Ujak (Karpates polono-slovaques). Bull. Acad. Pol. Sc. Sér. Sc. géol. géogr. v. IX, nr 2, s. 99–107, Warszawa.
- 1961, La Série de Richvald dans les Karpates Flyscheuses. Bull. Acad. Pol. Sc. Sér. Sc. géol. géogr. v. IX, nr 2, s. 109–119, Warszawa.
- 1965, Naturalne ekshalacje dwutlenku węgla w Karpatach polskich. Rocz. Pol. Tow. Geol., 35, z. 4, s. 417–429, Kraków.